# 소방관 (영화)
《소방관》은 2024년 12월 4일 개봉한 대한민국의 영화이다. 2001년 홍제동 주택 화재 사고에 실화를 바탕으로 한 작품이다.

## 캐스팅
- 주원 : 최철웅 역
- 곽도원 : 정진섭 역
- 유재명 : 강인기 역
- 이유영 : 서희 역
- 김민재 : 신용태 역
- 황성준 : 현수 역
- 오대환 : 안효종 역
- 이준혁 : 송기철 역
- 장영남 : 도순 역
- 김율호 : 타대원 1 역
- 서민주 : 효민 역
- 허진 : 순자 역
- 홍상표 : 경호 역
- 유성주 : 경리팀장 역
- 한재웅 : 김준혁 역
- 허승 : 홍성호 역
- 곽영신 : 이상봉 역
- 이용이 : 용태 모 역 (특별출연)
- 정종준 : 슈퍼 주인 역 (특별출연)
- 정기섭 : 양복점 주인 역 (우정출연)

## 수상 목록
- 2024년 아시아 아티스트 어워즈 배우 부문 베스트 아티스트상 (주원)

## 참고 사항
- 곽도원과 주원은 2013년에 방송된 KBS2 월화 미니시리즈 《굿 닥터》  이후로 11년만에 다시 한번 호흡을 맞추는 작품의 계기가 되었다.
- 유재명과 이준혁은 2017년에 방송된 tvN 토일드라마 《비밀의 숲》  이후로 7년만에 재회하는 작품이다.
- 당초 주원이 맡은 역할은 배우 유승호가 제안받았으나, 스케줄로 인해 유승호가 하차하면서 주원이 맡게 되었다.
- 이준혁은 2017년에 방송된 KBS2 수목드라마  《맨몸의 소방관》  이후로 7년만에 두번째 소방관 역할을 맡았다.
- 김민재와 이준혁은 2023년에 개봉한 영화 《범죄도시 3》  이후로 1년만에 재회하는 작품이다.
- 본래 촬영은 2020년 4월 16일에 시작할 예정이었으나, 코로나바이러스감염증-19로 인해 연기되면서 5월 18일에 촬영을 시작하게 되었다.
- 원래는 에이스메이커무비웍스가 배급을 맡을 예정이었으나, 에이스메이커무비웍스가 본작을 매각하여 바이포엠스튜디오 측에게 넘겼다. 대신 에이스메이커무비웍스는 이 영화의 공동제작사 중 한 곳으로 크래딧에 등재되었다.